# L'Irrésolu
Pour l’article homonyme, voir L'Irrésolu (film).
L'Irrésolu est un roman de Patrick Poivre d'Arvor paru le 23 août 2000 aux éditions Albin Michel et ayant reçu le prix Interallié la même année.

## Éditions
- L'Irrésolu, éditions Albin Michel, 2000  (ISBN 2226116702).